# Тупансиретан
Тупансиретан (порт. Tupanciretã)  —  муниципалитет в Бразилии, входит в штат Риу-Гранди-ду-Сул. Составная часть мезорегиона Западно-центральная часть штата Риу-Гранди-ду-Сул. Входит в экономико-статистический  микрорегион Сантиагу. Население составляет 22 123 человека на 2006 год. Занимает площадь 2 251,863 км². Плотность населения — 9,8 чел./км².
Праздник города —  21 декабря.

## История
Город основан 21 декабря 1928 года. 

## Статистика
- Валовой внутренний продукт на 2003 составляет 423.376.911,00 реалов (данные: Бразильский институт географии и статистики).
- Валовой внутренний продукт на душу населения на 2003 составляет 19.615,31 реалов (данные: Бразильский институт географии и статистики).
- Индекс развития человеческого потенциала на 2000 составляет 0,787 (данные: Программа развития ООН).

## География
Климат местности: тропический.